# Ecitoptera ciliata
Ecitoptera ciliata är en tvåvingeart som beskrevs av Borgmeier 1923. Ecitoptera ciliata ingår i släktet Ecitoptera och familjen puckelflugor. Inga underarter finns listade i Catalogue of Life.